# سیارک ۹۶۲۳
سیارک ۹۶۲۳ (به انگلیسی: 9623 Karlsson، نامگذاری:1993FU28) نه هزار و ششصد و بیست و سومین سیارک کشف شده‌است که در ۲۱ مارس ۱۹۹۳ کشف شد.
قدر مطلق سیارک برابر ۱۴٫۲۰ است.